# Antygen różnicowania komórkowego
Antygen różnicowania komórkowego, kompleks różnicowania, gniazdo różnicowania, CD (od ang. cluster of differentiation) – standard używany do identyfikacji cząsteczek na powierzchni komórek. Antygeny te mogą działać na wiele sposobów, spełniając często funkcje receptora lub ligandu (związku aktywującego receptor).
Zainicjowana przyłączeniem ligandu do receptora kaskada sygnałowa zmienia zachowanie komórki. Występują również kompleksy różnicowania nieodgrywające roli w sygnalizacji komórkowej, posiadające za to szereg innych funkcji, na przykład wywoływanie adhezji komórkowej.

## Nomenklatura
Nomenklatura CD została zaproponowana i przyjęta na pierwszym międzynarodowym warsztacie i konferencji na temat rozróżniania antygenów ludzkich leukocytów (1st International Workshop and Conference on Human Leukocyte Differentiation Antigens, HLDA), która odbyła się w Paryżu w 1982 roku. System ten powstał z myślą o klasyfikacji przeciwciał monoklonalnych produkowanych przez różne laboratoria na całym świecie. Przeciwciała te skierowane są przeciw różnym epitopom znajdującym się na powierzchni leukocytów.
Od tamtej pory system rozszerzył się na inne typy komórek, a do kwietnia 2016 zidentyfikowano 371 cząstek CD. Zaproponowanej cząsteczce powierzchniowej przypisuje się numer CD, jeśli zostanie wykazane, że dwa specyficzne przeciwciała monoklonalne (mAb) połączą się z tą cząstką. Jeśli molekuła nie została dobrze scharakteryzowana lub też przyłącza tylko jeden typ mAb, zwykle otrzymuje oznaczenie tymczasowe „w” (jak np. „CDw186”).

## Markery komórkowe

Rozróżnianie CD (podpisy po angielsku)

System CD jest powszechnie wykorzystywany do oznaczania markerów komórkowych umożliwiających rozpoznanie rodzaju komórki na podstawie cząstek obecnych na jej powierzchni (immunofenotypowanie). Markery te są często używane do przypisania komórkom właściwych im funkcji immunologicznych. Podczas gdy używanie pojedynczej cząstki CD do identyfikacji subpopulacji komórek jest rzadkością (choć kilka przypadków istnieje), to już łącząc kilka konkretnych CD w zbiór pozwala nam dokładnie określić z jaką dokładnie komórką mamy do czynienia.
Cząstki CD używane są również przy sortowaniu komórek z zastosowaniem różnych metod – między innymi cytometrię przepływową (FACS). Populacje komórkowe są z reguły definiowane użyciem symbolu ‘+’ lub ‘–’, aby wskazać czy dana frakcja komórek wykazuje daną cząsteczkę CD na swojej powierzchni. Na przykład „CD34+”, „CD31–” oznacza komórkę na której powierzchni znajduje się cząstka CD34, ale brak CD31. Powyższa kombinacja odnosi się do markerów obecnych na powierzchni komórek macierzystych, ale nieobecnych na przykład na powierzchni śródbłonka.
| Typ komórki                | Marker CD                     |
| -------------------------- | ----------------------------- |
| komórka macierzysta        | CD34+, CD31–                  |
| wszystkie grupy leukocytów | CD45+                         |
| granulocyty                | CD45+, CD15+                  |
| monocyty                   | CD45+, CD14+                  |
| limfocyty T                | CD45+, CD3+                   |
| limfocyty Th               | CD45+, CD3+, CD4+             |
| limfocyty Tc               | CD45+, CD3+, CD8+             |
| limfocyty B                | CD45+, CD19+ lub CD45+, CD20+ |
| trombocyty                 | CD45+, CD61+                  |
| komórki NK                 | CD16+, CD56+, CD3–            |

Dwie powszechnie używane cząstki CD to CD4 i CD8 – pierwsza charakteryzująca limfocyt T pomocniczy oraz druga dla limfocytu T cytotoksycznego. Powyższe cząsteczki definiuje się w połączeniu z CD3, gdyż niektóre inne leukocyty również wykazują ekspresję CD4 lub CD8 – na przykład niektóre makrofagi posiadają na swojej powierzchni niewielkie ilości CD4. Komórki dendrytyczne (DC) mają na swojej powierzchni CD8 w wysokim stężeniu. Wirus HIV przyłącza się do komórek posiadających na powierzchni CD4 – będą to zatem przede wszystkim komórki T pomocnicze oraz makrofagi. Liczebność komórek mających na powierzchni CD 4 i CD8 jest często używana do monitorowania progresji infekcji wirusem HIV.

## Inne zastosowania
Istotnym jest zaznaczenie, że chociaż cząsteczki CD są bardzo użytecznym narzędziem pozwalającym określić typ komórki, z którym mamy do czynienia, to nie występują one na powierzchni komórek jedynie w tym celu. Mimo że większość funkcji odkrytych CD nie została do końca poznana, wiemy, że posiadają one niezwykle ważne funkcje – dla przykładu wspomniane wcześniej molekuły CD4 i CD8 są niezbędne dla rozpoznawania antygenu.